# Барабанов, Пётр Васильевич
Пётр Васильевич Барабанов (7 декабря 1898 — 23 апреля 1971, Ленинград) — ефрейтор Рабоче-крестьянской Красной Армии, участник Великой Отечественной войны, Герой Советского Союза (1945).

## Биография
Пётр Барабанов родился 7 декабря 1898 года в деревне Зенково (ныне — Пустошкинский район Псковской области) в крестьянской семье. Окончил сельскую школу.
Участвовал в Первой мировой и Гражданской войнах. В 1941 году был призван на службу в Рабоче-крестьянскую Красную Армию. С июня 1941 года — на фронтах Великой Отечественной войны. К сентябрю 1944 года ефрейтор Барабанов командовал отделением 616-го стрелкового полка 194-й стрелковой дивизии 48-й армии 1-го Белорусского фронта. Отличился во время боёв в сентябре 1944 года.
3 сентября 1944 года в ходе прорыва линии обороны немецких войск у реки Нарев Барабанов первым в своём подразделении поднялся в атаку, ворвался в траншею противника и уничтожил гранатами две пулемётные точки. 5 сентября 1944 года отделение Барабанова первым в своём батальоне переправилось через Нарев и захватило плацдарм в районе Ружана (Польша), обеспечив тем самым переправу другим подразделениям.
Указом Президиума Верховного Совета СССР от 24 марта 1945 года ефрейтор Пётр Барабанов был удостоен высокого звания Героя Советского Союза с вручением ордена Ленина и медали «Золотая Звезда».
В 1945 году Барабанов был демобилизован. Проживал и работал в Ленинграде. Умер 23 апреля 1971 года. Похоронен на Горском кладбище.
Был также награждён орденами Красного Знамени и Отечественной войны 1-й степени, а также рядом медалей.